# Cognição corporificada
A cognição corporificada, incorporada ou corporeada, do inglês embodied cognition, é a teoria de que muitas características da cognição, sejam humanas ou não, são moldadas por aspectos de todo o corpo de um organismo. Os sistemas sensoriais e motores são vistos como fundamentalmente integrados ao processamento cognitivo. As características cognitivas incluem construções mentais superiores (como conceitos e categorias) e desempenho em várias tarefas cognitivas (como raciocínio ou julgamento). Os aspectos corporais envolvem o sistema motor, o sistema perceptivo, as interações corporais com o ambiente (situacionalidade) e as suposições sobre o mundo construídas na estrutura funcional do organismo.
A tese da mente corporificada desafia outras teorias, como o cognitivismo, o computacionalismo e o dualismo cartesiano. Ela está intimamente relacionada à tese da mente estendida, à cognição situada e à enação. A versão moderna dessa teoria depende de contribuições de pesquisas recentes em psicologia, linguística, ciência cognitiva, sistemas dinâmicos, inteligência artificial, robótica, cognição animal, cognição vegetal e neurobiologia.

## Definição da teoria

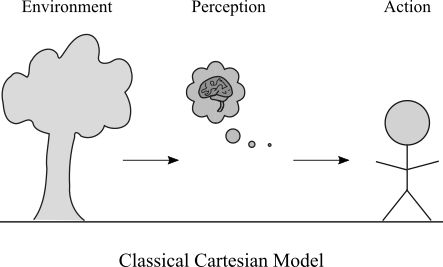
O clássico modelo cartesiano da mente segundo o qual corpo, mundo, percepção e ação são entendidos como independentes.

Os defensores da tese da cognição corporificada enfatizam o papel ativo e significativo que o corpo desempenha na formação da cognição e na compreensão da mente e das capacidades cognitivas de um agente. Na filosofia, a cognição corporificada sustenta que a cognição de um agente, em vez de ser o produto de meras representações abstratas (inatas) do mundo, é fortemente influenciada por aspectos do corpo além do próprio cérebro. Um modelo corporificado da cognição se opõe ao modelo cartesiano, segundo o qual todos os fenômenos mentais são não físicos e, portanto, não influenciados pelo corpo. Com essa oposição, a tese da corporificação pretende reintroduzir as experiências corporais de um agente em qualquer relato de cognição. Trata-se de uma tese bastante ampla com versões mais ou menos radicais. Em uma tentativa de reconciliar a ciência cognitiva com a experiência humana, a abordagem enativa da cognição define "corporificação" da seguinte forma:
| “ | Ao usar o termo corporificado, pretendemos destacar dois pontos: primeiro, que a cognição depende dos tipos de experiência que advêm do fato de o corpo ter várias capacidades sensório-motoras e, segundo, que essas capacidades sensório-motoras individuais estão elas mesmas inseridas em uma estrutura biológica e psicológica e em um contexto cultural mais abrangente. | ” |
| — The Embodied Mind: Cognitive Science and Human Experience, de Francisco Varela, Evan Thompson e Eleanor Rosch, páginas 172–173. | |   |

Esse duplo sentido atribuído a essa teoria enfatiza os muitos aspectos da cognição com os quais estão envolvidos pesquisadores de diferentes campos, como filosofia, ciência cognitiva, inteligência artificial, psicologia e neurociência. Essa caracterização geral enfrenta algumas dificuldades: uma consequência dessa ênfase no corpo, na experiência, na cultura, no contexto e nos mecanismos cognitivos de um agente no mundo é que muitas vezes visões e abordagens distintas da cognição corporificação se sobrepõem. As teses da cognição estendida e da cognição situada, por exemplo, costumam estar interligadas e nem sempre cuidadosamente separadas. E como cada um dos aspectos da tese da corporificação é endossado em diferentes graus, a cognição corporificada deve ser melhor vista "como um programa de pesquisa em vez de uma teoria unificada bem definida".
Alguns autores explicam a tese da corporificação argumentando que a cognição depende do corpo de um agente e de suas interações com determinado ambiente. A partir dessa perspectiva, a cognição em sistemas biológicos reais não é um fim em si mesma, ela é limitada pelos objetivos e capacidades do sistema. Tais restrições não significam que a cognição é definida apenas pelo comportamento adaptativo (ou autopoiese), mas, em vez disso, que a cognição requer "algum tipo de processamento de informação... a transformação ou comunicação da informação recebida". A aquisição dessas informações envolve a "exploração e modificação do ambiente" pelo agente.
| “                                                                   | Seria um erro, no entanto, supor que a cognição consiste simplesmente em construir representações extremamente precisas de informações de entrada [input]... a obtenção do conhecimento é um trampolim para alcançar o objetivo mais imediato de orientar o comportamento em resposta às mudanças do ambiente do sistema. | ” |
| — Explaining the Computational Mind, de Marcin Miłkowski, página 4. | |   |

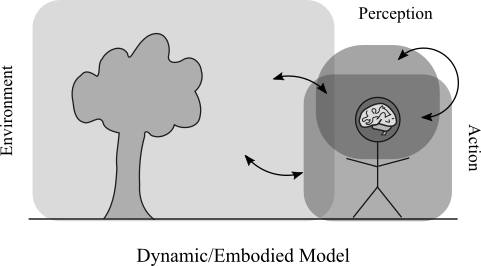
O modelo cognitivo corporificado segundo o qual corpo, mundo, percepção e ação estão dinamicamente relacionados entre si.

Outra abordagem para entender a cognição corporificada vem de uma caracterização mais restrita da tese da corporificação. A seguinte visão mais estreita da tese evita quaisquer concessões a fontes externas que não sejam o corpo e permite a diferenciação entre cognição corporificada, cognição estendida e cognição situada. Assim, a tese da corporificação pode ser especificada da seguinte forma:
| “                                                                                     | Muitas características da cognição são corporificadas porque são profundamente dependentes das características do corpo físico de um agente, de modo que o corpo além do cérebro desempenha um papel causal significativo, ou um papel fisicamente constitutivo, no processamento cognitivo desse agente. | ” |
| — Embodied Cognition no Stanford Encyclopedia of Philosophy, de RA Wilson e L Foglia. | |   |

Essa tese aponta a ideia central de que o corpo desempenha um papel significativo na formação de diferentes características da cognição, como percepção, atenção, memória, raciocínio, entre outros. Da mesma forma, essas características da cognição dependem do tipo de corpo que um agente possui. A tese omite a menção direta de alguns aspectos do "contexto biológico, psicológico e cultural mais abrangente" incluídos na definição enativista.
Em contraste com a tese da corporificação, a tese da mente estendida limita o processamento cognitivo nem ao cérebro nem mesmo ao corpo, mas o estende para fora, para o mundo. A cognição situada enfatiza que essa extensão não é apenas uma questão de incluir recursos fora da cabeça, mas enfatizar o papel de sondar e mudar as interações com o mundo do agente. A cognição é situada no sentido que é inerentemente dependente dos contextos culturais e sociais dentro dos quais ocorre.
Essa reformulação conceitual da cognição como uma atividade influenciada pelo corpo teve implicações significativas. Por exemplo, a visão da cognição herdada pela maior parte da neurociência cognitiva contemporânea é de natureza internalista. O comportamento de um agente, junto com sua capacidade de manter representações (precisas) do ambiente circundante, foram considerados como o produto de "cérebros poderosos que podem manter os modelos do mundo e elaborar planos e crenças". A partir dessa perspectiva, a cognição foi concebida como algo que um cérebro isolado fazia. Em contraste, aceitar o papel que o corpo desempenha durante os processos cognitivos nos permite dar conta de uma visão mais abrangente da cognição. Essa mudança de perspectiva dentro da neurociência sugere que o comportamento bem-sucedido em cenários do mundo real exige a integração de várias capacidades sensório-motoras e cognitivas (bem como afetivas) de um agente. Assim, a cognição surge na relação entre um agente e os affordances fornecidas pelo ambiente, e não apenas no cérebro.
Em 2002, foi proposto um conjunto de postulados que resumiriam o que a tese da corporificação implica para a cognição. Margaret Wilson argumenta que a perspectiva geral da cognição corporificada "exibe uma interessante covariação de múltiplas observações e abriga uma série de reivindicações diferentes: (1) a cognição é situada; (2) a cognição é pressionada pelo tempo; (3) descarregamos o trabalho cognitivo no ambiente; (4) o ambiente é parte do sistema cognitivo; (5) a cognição é para a ação; (6) a cognição off-line é baseada no corpo”. De acordo com Wilson, as três primeiras e a quinta afirmação parecem ser pelo menos parcialmente verdadeiras, enquanto a quarta afirmação é profundamente problemática, pois todas as coisas que têm impacto sobre os elementos de um sistema não são necessariamente consideradas parte do sistema. A sexta reivindicação recebeu menos atenção na literatura cognitiva, mas pode ser a mais significativa das seis reivindicações, pois mostra como certas capacidades cognitivas humanas, que antes eram consideradas altamente abstratas, agora parecem estar se inclinando para uma abordagem corporificada para sua explicação. Wilson também descreve pelo menos cinco categorias principais (abstratas) que combinam habilidades sensoriais e motoras (ou funções sensório-motoras): memória de trabalho, memória episódica, memória implícita, imagem mental e, finalmente, raciocínio e resolução de problemas.

## História

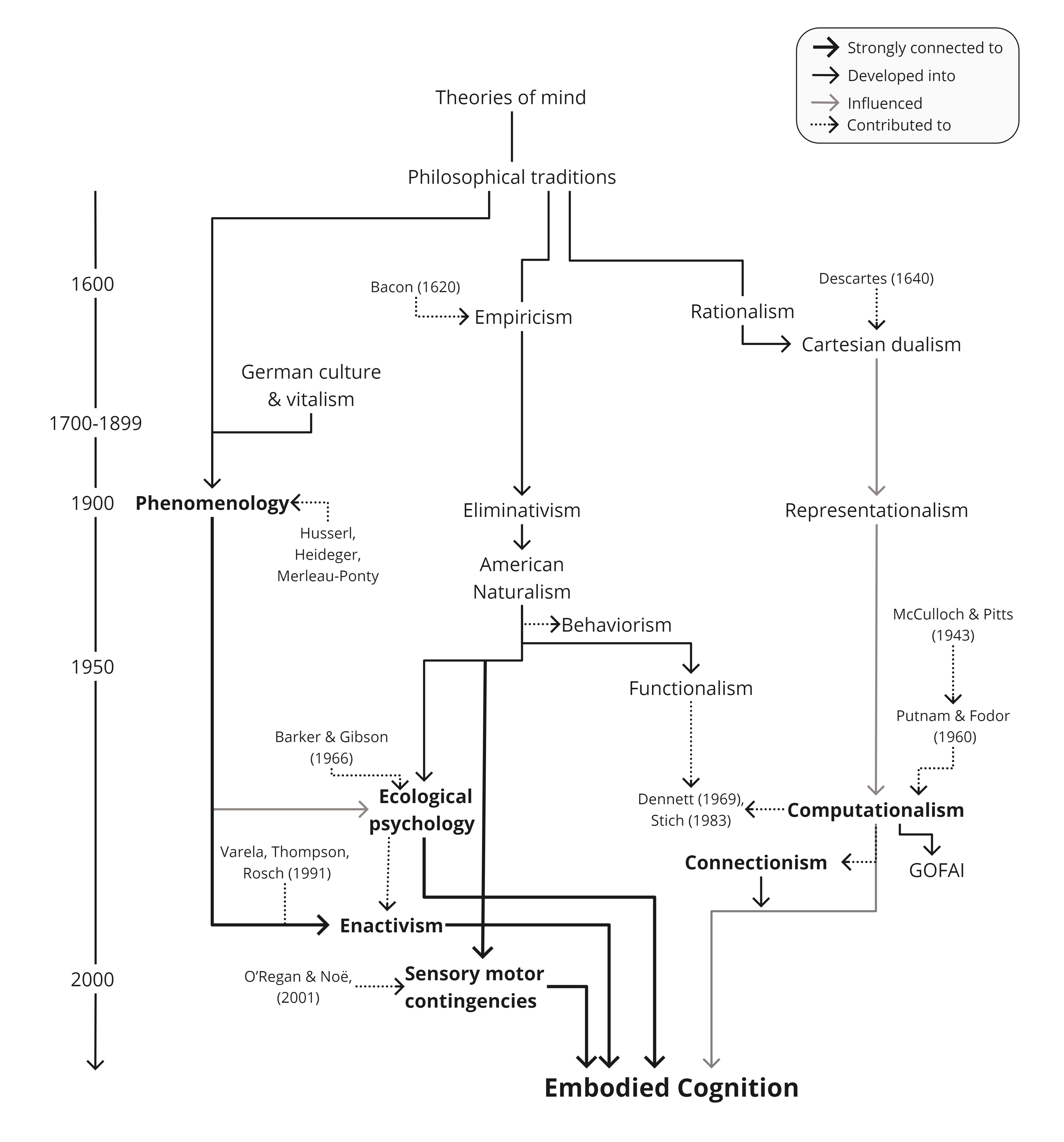
Gráfico de linha do tempo reconstruindo desenvolvimentos historicamente relevantes e contribuições importantes que influenciaram o programa de pesquisa. À esquerda estão os anos em ordem decrescente. A legenda no canto superior direito indica como interpretar as conexões feitas.

A teoria da cognição corporificada, ao lado dos múltiplos aspectos que compreende, pode ser considerada como o resultado iminente de um ceticismo intelectual em relação à ascensão da tese descorporificada da mente apresentada por René Descartes no século XVII. De acordo com o dualismo cartesiano, a mente é totalmente distinta do corpo e pode ser explicada e compreendida com sucesso sem referência ao corpo ou a seus processos.
Pesquisas foram feitas para identificar o conjunto de ideias que estabeleceriam o que poderia ser considerado como os estágios iniciais da cognição corporificada em torno de investigações sobre a relação mente-corpo-alma e o vitalismo na tradição alemã de 1740 a 1920. A abordagem e definição moderna de cognição corporificada tem uma história relativamente curta. Seus fundamentos teóricos podem ser rastreados até a influência da filosofia e, mais especificamente, da tradição fenomenológica, da psicologia e do conexionismo no século XX.
Fenomenólogos como Edmund Husserl (1850-1938), Martin Heidegger (1889-1976) e Maurice Merleau-Ponty (1908-1962) serviram de fonte de inspiração para o que mais tarde seria conhecido como a tese da corporificação [embodiment]. Eles se opuseram à abordagem mecanicista e descorporificada da explicação da mente, enfatizando o fato de que existem aspectos da experiência humana (consciência, cognição) que não podem ser simplesmente explicados por um modelo da mente como computação de símbolos internos. Do ponto de vista fenomenológico, tais aspectos permanecem inexplicáveis se, como no dualismo cartesiano, não estiverem "profundamente enraizados nas porcas e parafusos físicos do agente-interagente". Merleau-Ponty, em sua Phénoménologie de la perception, por exemplo, rejeita a ideia cartesiana de que o modo primário de estar no mundo é o pensamento e propõe a corporeidade, ou seja, o próprio corpo como local primário de conhecimento do mundo, e a percepção como meio e fundamento pré-reflexivo da experiência.
O corpo é o veículo do ser no mundo, e ter corpo é, para um ser vivo, estar inserido em um ambiente definido, identificar-se com determinados projetos e estar continuamente comprometido com eles.
Assim enunciado, o corpo é a condição primeira da experiência, pois compreende um conjunto de significações ativas sobre o mundo e seus objetos. O corpo também fornece a perspectiva de primeira pessoa (um ponto de vista) com o qual se experimenta o mundo e abre múltiplas possibilidades de ser.
A apreciação da mente fenomenológica permite não ignorar a influência que a reflexão sistemática da fenomenologia sobre a relação mente-corpo-mundo teve no crescimento e desenvolvimento das ideias centrais que a cognição corporificada compreende. De uma perspectiva fenomenológica, "toda cognição é corporificada, interativa e incorporada em ambientes que mudam dinamicamente". Eles constituem o conjunto de crenças que os proponentes da cognição corporificada, como Francisco Varela, Eleanor Rosch e Evan Thompson, revisarão mais tarde e procurarão reintroduzir no estudo científico da cognição sob o nome de enação. O enativismo recupera a importância de considerar a biodinâmica do organismo vivo para entender a cognição reunindo ideias de campos como biologia, psicanálise, budismo e fenomenologia. De acordo com a abordagem enativista, os organismos obtêm conhecimento ou desenvolvem suas capacidades cognitivas por meio de uma relação percepção-ação com um ambiente mutuamente determinante.
Essa ideia básica de experiência (qualitativa) como o produto do processo ativo de percepção-ação de um indivíduo com o que o cerca também é encontrada na tradição contextualista ou pragmatista em obras como Art as Experience, de John Dewey. Para Dewey, as experiências afetam a vida pessoal das pessoas como subproduto de interações contínuas e comutativas de um eu biológico e orgânico (um corpo encarnado) com o mundo. Essas experiências vividas (corporais) devem servir como base para construi-lo.
Com base em fundamentos empíricos, e em oposição àquelas tradições filosóficas que menosprezavam a importância do corpo para compreender a cognição, as pesquisas sobre corporeidade têm demonstrado a relação entre cognição e processos corporais. Assim, entender a cognição requer considerar e investigar o mecanismo sensorial e motor que a possibilita. George Lakoff, por exemplo, sustenta que o raciocínio e a linguagem surgem da natureza das experiências corporais e, portanto, até as próprias metáforas têm referências corporais.
Desde a década de 1950, incentivados pelo progresso da informática, pesquisadores começaram a criar modelos digitais dos processos pelos quais a entrada sensorial é selecionada pelo cérebro, armazenada na memória, conectada ao conhecimento existente e usada para elaboração. A tradicional visão computacionista da cognição, com bastante destaque entre as décadas de 1950 e 1980, são agora consideradas pouco proveitosas porque não há continuidade com as habilidades cognitivas que teriam sido exigidas e desenvolvidas pelos ancestrais da espécie humana. Alguns pesquisadores argumentam que esse foco algorítmico nas atividades mentais ignora o fato de que os seres humanos se envolvem com pressões evolutivas usando todo o seu corpo. Margaret Wilson considera a perspectiva da cognição corporificada como fundamentalmente evolutiva, vendo a cognição como um conjunto de habilidades que se baseiam ao mesmo tempo que refletem a estrutura dos corpos físicos e a maneira como os cérebros humanos evoluíram para gerenciar esses corpos. A teoria da evolução enfatiza que, graças à sua marcha bípede, os primeiros humanos não precisavam de suas patas dianteiras para locomoção, facilitando-lhes a manipulação do ambiente com o auxílio de ferramentas. Pode-se ainda postular que as múltiplas oportunidades oferecidas pelas mãos humanas moldam os conceitos de mente das pessoas. Um exemplo é que as pessoas muitas vezes concebem processos cognitivos em verbos como 'agarrar uma ideia'.
James J. Gibson (1904–1979) desenvolveu sua teoria sobre psicologia ecológica que contradiz inteiramente a ideia computacionalista de entender a mente como processamento de informações, que naquela época havia permeado a psicologia – tanto na teoria quanto na prática. Gibson discordou particularmente da maneira como seus contemporâneos entendiam a natureza da percepção. Perspectivas computacionalistas, por exemplo, consideram objetos perceptivos como uma fonte não confiável de informação sobre a qual a mente deve fazer algum tipo de inferência. Por outro lado, Gibson vê os processos perceptivos como o produto da relação entre um agente em movimento e sua relação com um ambiente específico. Da mesma forma, Varela e seus colegas argumentam que tanto a cognição quanto o ambiente não são pré-dados; em vez disso, eles são gerados pela história do agente e de atividades sensório-motoras estruturalmente acopladas.
O conexionismo também apresentou uma crítica aos compromissos computacionalistas, mas concedendo a possibilidade de ocorrência de algum tipo de processo computacional não simbólico. De acordo com a tese conexionista, a cognição como fenômeno biológico pode ser explicada e compreendida através da interação e dinâmica de redes neurais artificiais. Dados os traços de abstração que permanecem nas entradas e saídas através das quais as redes neurais conexionistas realizam suas computações, diz-se que o conexionismo não está tão longe do computacionalismo e é incapaz de solucionar o desafio de lidar com os detalhes envolvidos na explicação da cognição de nível superior. Da mesma forma, a visão conexionista sobre a cognição é biologicamente inspirada no comportamento e na interação de neurônios individuais, mas suas relações com a teoria da corporificação e com o processo percepção-ação não são claramente delineadas ou diretas.
No início dos anos 2000, J. Kevin O'Regan e Alva Noë forneceram evidências empíricas contra a mente computacional, argumentando que, embora existam mapas corticais no cérebro e seus padrões de ativação deem origem a experiências perceptivas, eles sozinhos são incapazes de explicar totalmente o caráter subjetivo da experiência. Ou seja, não está claro como as representações internas geram a percepção consciente. Diante dessa ambiguidade, O'Regan e Nöe apresentaram o que mais tarde seria conhecido como contingências sensório-motoras em uma tentativa de entender o caráter mutável das sensações conforme os atores agem no mundo.
A experiência de ver ocorre quando o organismo domina o que chamamos de leis reguladoras da contingência sensório-motora.
Desde o final do século XX, tendo reconhecido o papel significativo que o corpo desempenha na cognição, a teoria da cognição corporificada conquistou uma crescente popularidade e tem sido abordada em diferentes áreas de pesquisa. Sob a concepção de uma cognição corporificada, incorporada, encenada e estendida, ela não é mais pensada como sendo instanciada em ou por um único organismo, em vez disso assume-se que "a cognição é moldada e estruturada por interações dinâmicas entre o cérebro, o corpo e os ambientes físico e social".

## Escopo

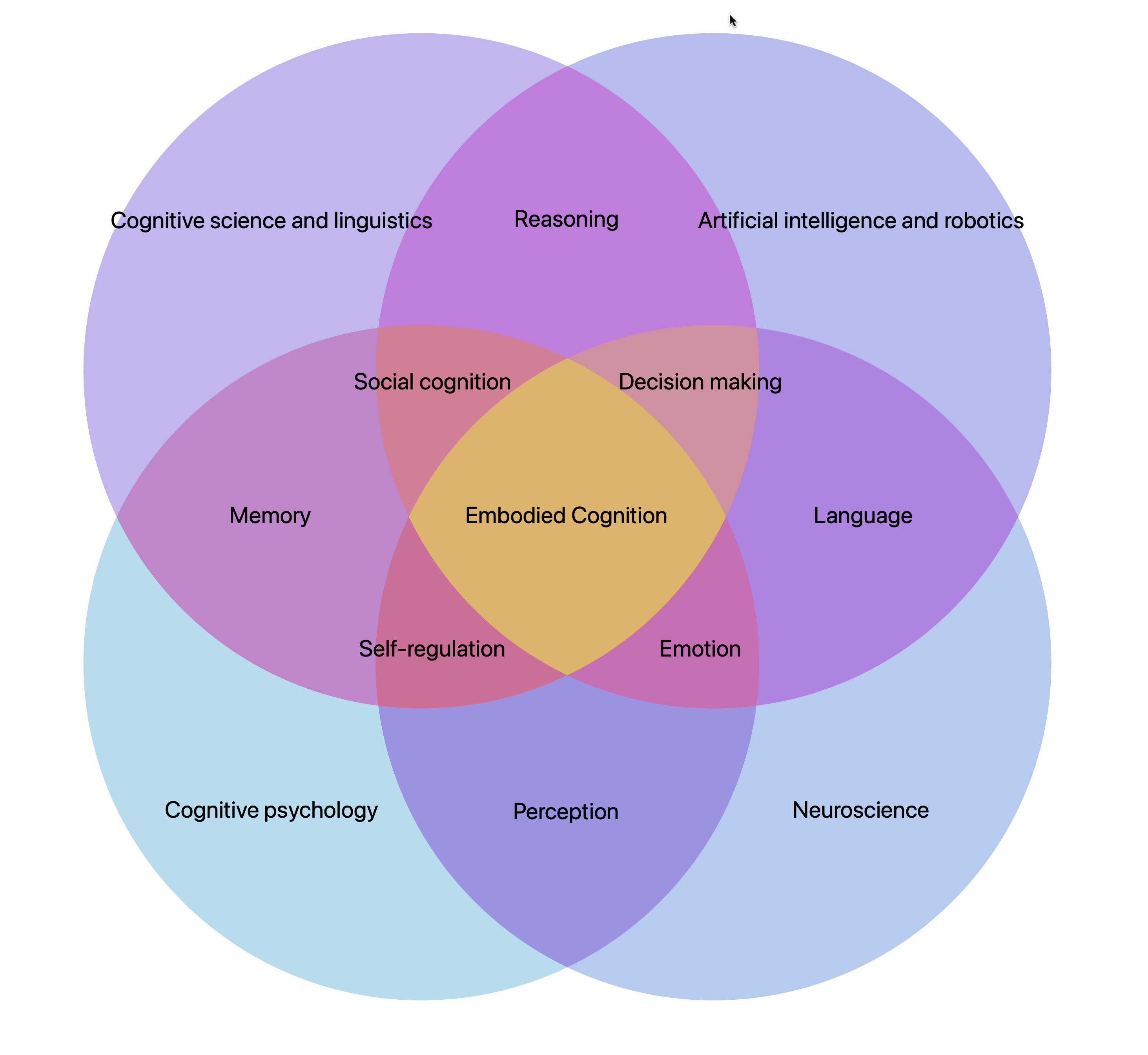
O escopo da cognição corporificada e a relação entrelaçada que surgem entre as ciências.

A cognição corporificada argumenta que vários fatores internos e externos (como o corpo e o ambiente) desempenham um papel no desenvolvimento das capacidades cognitivas de um agente, assim como as construções mentais (como pensamentos e desejos) influenciam as ações corporais de um agente. Uma abordagem científica da cognição corporificada alcança, inspira e reúne ideias de várias áreas de pesquisa, cada uma com sua própria visão sobre esse fenômeno, mas em um esforço conjunto para (metodologicamente) investigá-lo. Esse novo paradigma requer que as diferentes características da cognição, como percepção, linguagem, memória, aprendizado, raciocínio, emoção, autorregulação e seus aspectos sociais sejam revisitados e investigados através das lentes da corporificação, a fim de rever sua fundamentação teórica e metodológica.
A cognição corporificada ganhou a atenção e o interesse da ciência cognitiva clássica (juntamente com todas as ciências que ela compreende) para incorporar ideias da corporificação em sua pesquisa. Na linguística, George Lakoff e seus colaboradores, Mark Johnson, Mark Turner e Rafael E. Núñez, promoveram e expandiram a tese baseada em desenvolvimentos no campo da ciência cognitiva. Suas pesquisas forneceram evidências sugerindo que as pessoas usam sua compreensão de objetos físicos, ações e situações familiares para entender outros domínios. Toda cognição é baseada no conhecimento que vem do corpo, e outras disciplinas são mapeadas no conhecimento corporificado dos humanos usando uma combinação de metáfora conceptual, esquema de imagem e protótipos.
A pesquisa sobre metáforas conceptuais argumentou que as pessoas usam metáforas na linguagem cotidiana para se encarregar do nível conceitual; em outras palavras, eles mapeiam um estado conceitual em outro. Portanto, pode-se afirmar que existe uma única metáfora por trás de várias definições. Vários exemplos de metáforas conceptuais de diferentes campos foram coletados para explicar como as metáforas se relacionam com outras e muitas vezes se referem a aspectos corporais. O exemplo mais comum dado a essa explicação é que, quando as pessoas descrevem o conceito de amor, associam-no a experiências de jornada. Outro exemplo da linguagem e corporificação são as metáforas visuais. Quanto à abordagem dos esquemas de imagem, os conceitos abstratos são entendidos considerando situações físicas básicas. Existe um processo de raciocínio espacial que exige o uso do corpo até mesmo no raciocínio sobre conceitos abstratos. Nesse contexto, o esquema imagético é visto como uma forma de metáfora conceitual. Por exemplo, habilidades de raciocínio espacial e do córtex visual tendem a ser usadas para entender um conceito matemático que consiste em números imaginários puramente abstratos.
Outro fator importante na compreensão das categorias linguísticas são os protótipos. Eleanor Rosch argumentou que os protótipos desempenham um papel importante na cognição. Segundo sua pesquisa, os protótipos são os membros mais típicos de uma categoria, e isso pode ser exemplificado no caso dos pássaros. O tordo, por exemplo, é uma ave prototípica enquanto o pinguim não é uma ave prototípica, o que mostra que os objetos que são prototípicos são mais facilmente categorizados e, portanto, as pessoas podem encontrar respostas balizando sobre as categorias que encontram por meio desses protótipos. Outro estudo identificou categorias de nível básico que exemplificam essa situação de forma mais estruturada. Assim, as categorias de nível básico são categorias que podem ser associadas a movimentos físicos básicos; são constituídos por protótipos que podem ser facilmente visualizados. Por outro lado, Lakoff enfatiza que o que é importante na teoria do protótipo, ao invés de características de classe ou tipo, é que a característica das categorias que as pessoas usam é uma experiência corporal.
Os neurocientistas Gerald Edelman, António Damásio e outros delinearam a conexão entre corpo, estruturas individuais no cérebro e aspectos da mente como consciência, emoção, autoconsciência e vontade. A biologia também inspirou Gregory Bateson, Humberto Maturana, Francisco Varela, Eleanor Rosch e Evan Thompson a desenvolverem uma versão intimamente relacionada dessa ideia, que eles chamam de enativismo. A teoria motora da percepção da fala proposta por Alvin Liberman e seus colegas nos Laboratórios Haskins argumenta que a identificação das palavras é incorporada na percepção dos movimentos corporais pelos quais as palavras faladas são produzidas. Em um trabalho feito na Haskins, Paul Mermelstein, Philip Rubin, Louis Goldstein e colegas desenvolveram ferramentas de síntese articulatória para modelar computacionalmente a fisiologia e a aeroacústica do trato vocal, demonstrando como a cognição e a percepção da fala podem ser moldadas por restrições biológicas.
O conceito de corporificação foi inspirado por pesquisas em neurociência cognitiva, como as propostas de Gerald Edelman sobre como modelos matemáticos e computacionais, como seleção de grupo neuronal e degeneração neural, resultam em categorização emergente. De uma perspectiva neurocientífica, a teoria da cognição corporificada examina a interação dos sistemas neurológicos sensório-motores, cognitivos e afetivos. Essa tese é compatível com algumas visões da cognição promovidas na neuropsicologia, como as teorias da consciência de Vilayanur S. Ramachandran, Edelman e Damásio. Também é apoiado por uma coleção ampla e cada vez maior de estudos empíricos dentro da neurociência. Ao examinar a atividade cerebral com técnicas de neuroimagem, pesquisadores encontraram indícios de corporificação. Em um estudo de eletroencefalografia (EEG), mostraram que, de acordo com a cognição corporificada, a contingência sensório-motora e as teses da codificação comum, os processos sensoriais e motores no cérebro não são separados sequencialmente, eles são fortemente acoplados. Um estudo funcional de imagem por ressonância magnética (fMRI) de 2004 mostrou que palavras de ação de leitura passiva, como 'lamber', 'pegar' ou 'chutar', levaram a uma atividade neuronal somatotópica em/ou adjacente a regiões cerebrais associadas ao movimento real das respectivas partes do corpo. Usando estimulação magnética transcraniana (TMS), um estudo em 2005 afirmou que a atividade do sistema motor é acoplada a sentenças relacionadas à ação auditiva. Quando os participantes ouviram frases relacionadas à mão ou ao pé, os potenciais evocados motores (MEPs) registrados nos músculos da mão e do pé foram reduzidos. Esses dois estudos exemplares indicam uma relação entre a compreensão cognitiva de palavras referentes a conceitos sensório-motores e a ativação de córtices sensório-motores. Na esteira da corporificação, as técnicas de neuroimagem servem para mostrar as interações do sistema sensorial e motor.
Ao lado dos estudos de neuroimagem, os estudos comportamentais também fornecem evidências que apoiam essa teoria. Conceitos cognitivos superiores abstratos, como a "importância" de um objeto ou questão, também parecem estar relacionados ao sistema sensório-motor. As pessoas estimam que os objetos são mais pesados quando lhes dizem que são importantes ou contêm informações importantes em contraste com informações sem importância. Da mesma forma, o peso afeta a maneira como as pessoas investem esforço físico e cognitivo ao lidar com questões concretas ou abstratas. Por exemplo, mais importância é atribuída aos procedimentos de tomada de decisão ao segurar pranchetas mais pesadas. O que isso sugere é que o esforço físico investido em objetos concretos leva a um maior esforço cognitivo ao lidar com conceitos abstratos.
O trabalho de neurocientistas cognitivos como Francisco Varela e Walter Freeman procura explicar a cognição corporificada e situada em termos da teoria dos sistemas dinâmicos e da neurofenomenologia, rejeitando a ideia de que o cérebro meramente usa representações para cognizar (posição também defendida por Gerhard Werner). Existem várias abordagens neurocientíficas para explicar a cognição de uma perspectiva corporificada, bem como vários métodos, como técnicas de neuroimagem, experimentos comportamentais e modelos dinâmicos que podem ser empregados para apoiar e investigar mais essa teoria.
No campo da robótica, pesquisadores como Rodney Brooks, Hans Moravec e Rolf Pfeifer argumentaram que a verdadeira inteligência artificial (IA) só pode ser alcançada por máquinas que possuem habilidades sensoriais e motoras e estão conectadas ao mundo por meio de um corpo. Os insights desses pesquisadores de robótica, por sua vez, inspiraram filósofos como Andy Clark e Hendriks-Jansen.

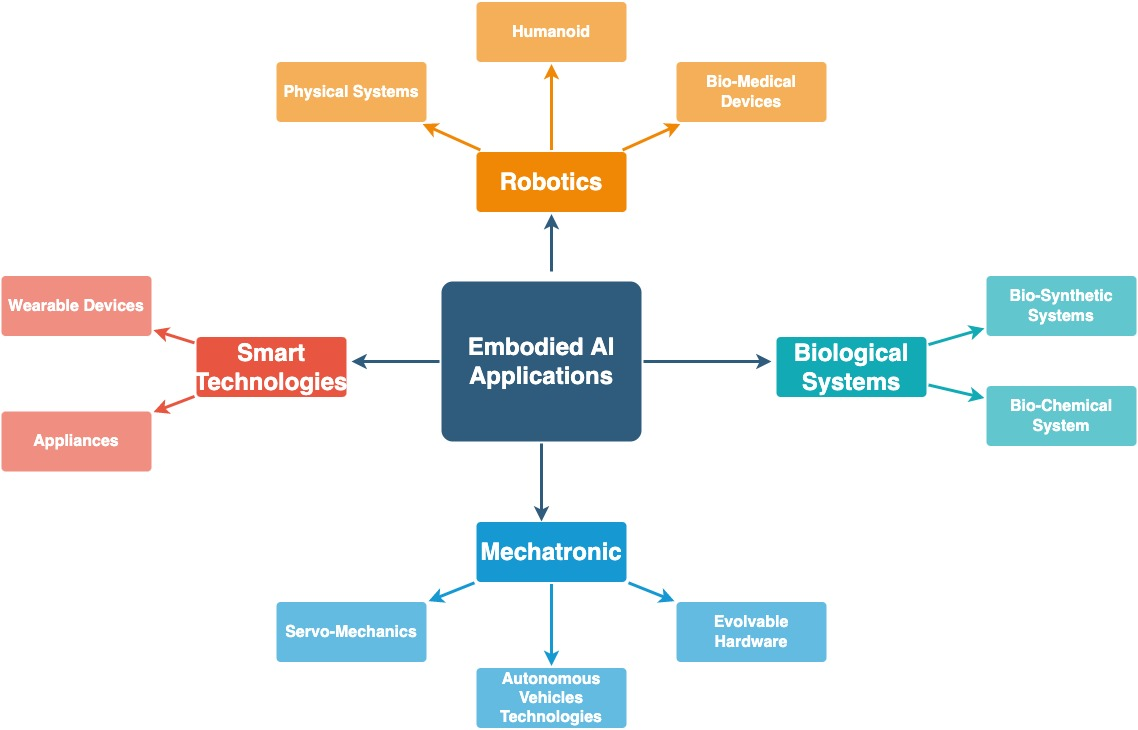
As aplicações da cognição corporificada e da inteligência artificial.

Diante disso, o corpo é essencial para a cognição e, portanto, para o comportamento inteligente, pois a interação entre o corpo e o ambiente é fundamental para o desenvolvimento de habilidades cognitivas. Esse tipo de conhecimento é fundamentado na corporificação física – a relação que os humanos têm com seus corpos. É o conceito que defende "a ideia de que a mente não está apenas conectada ao corpo, mas que o corpo influencia a mente". A inteligência artificial corporificada e a robótica são um método de aplicação desse princípio a sistemas artificiais.
A inteligência artificial tradicional envolve uma abordagem computacional. Esse paradigma computacional primário evoluiu para a perspectiva corporificada e trouxe mais tópicos de pesquisa interdisciplinar para a IA. Essa nova perspectiva traz a necessidade de trabalhar com o mundo físico e com os sistemas que acompanham a robótica. A robótica é essencial para a perspectiva artificial corporificada porque computadores e robôs são diferentes. Os computadores definem as entradas; e os robôs podem interagir com o mundo físico através de seu próprio corpo. Os pesquisadores que trabalham com IA corporificada estão se afastando de uma abordagem baseada em algoritmos para os robôs interagirem com o mundo físico. Procura-se descobrir, primeiro, como sistemas biológicos funcionam, depois construir regras básicas de comportamento inteligente e, finalmente, aplicar esse conhecimento para criar sistemas artificiais, robôs ou dispositivos inteligentes. Essa proposta tem uma grande escala de aplicações e pesquisas. Por exemplo, pode ser vista em sistemas micro e nanomecatrônicos e hardware evolutivo, pesquisa de sistemas biossintéticos de cima para baixo, sistemas quimiossintéticos de baixo para cima e sistemas bioquímicos. A maioria da IA corporificada se concentra no treinamento de robôs e tecnologias de veículos autônomos. Os veículos autônomos têm um interesse significativo em aplicações, porque essa tecnologia permite dirigir e fazer julgamentos possíveis com base no que eles veem como os humanos fazem.

### Percepção

Exemplo de ilusão da cegueira à mudança. Essas duas imagens alternadas contêm várias diferenças que a maioria das pessoas luta para encontrar imediatamente. Enfatiza o fato de que a percepção é ativa e exige atenção.

A pesquisa neuropsicológica tradicional amplamente reconheceu que, quando uma representação mental do mundo exterior é ativada em algum lugar do cérebro, ela leva a uma experiência perceptiva. A cognição corporificada desafia essa afirmação a partir da ideia que a existência de mapas corticais no cérebro falha em explicar e dar conta do caráter subjetivo das experiências perceptivas das pessoas. Por exemplo, eles não conseguem explicar suficientemente a aparente estabilidade do mundo visual, apesar dos movimentos dos olhos, o preenchimento do ponto cego, a cegueira à mudança e outras ilusões visuais que revelam as (aparentemente) imperfeições do sistema visual. Da perspectiva corporificada, a percepção não é uma recepção passiva de entradas sensoriais (incompletas) que o cérebro deve compensar para nos fornecer uma imagem coerente. O cérebro interpreta o mundo exterior com base nas intenções, memórias e emoções de um indivíduo, bem como no ambiente e na situação específica em que o indivíduo se encontra. A percepção envolve processos mais complexos do que simplesmente receber entradas (ou estímulos visuais) do mundo externo para ações de saída em resposta a eles. A percepção é um processo ativo conduzido por um agente perceptivo, envolve um observador engajado e é influenciada pelas experiências e intenções do agente, seus estados corporais e a interação entre o corpo do agente e o ambiente ao seu redor.
Um exemplo dessa interação ativa entre a percepção e o corpo é o caso em que a percepção à distância pode ser influenciada por estados corporais. A maneira como as pessoas veem o mundo exterior pode diferir dependendo dos recursos físicos que os indivíduos possuem, como condicionamento físico, idade ou níveis de glicose. Por exemplo, em um estudo, pessoas com dor crônica, menos capazes de se mover, perceberam distâncias maiores do que pessoas saudáveis. Outro estudo mostra que as ações pretendidas podem afetar o processamento na busca visual, com mais erros de orientação para apontar do que para agarrar. Como a orientação é importante ao segurar um objeto, acredita-se que o plano para agarrar um objeto melhore a precisão da orientação. Isso mostra como as ações, a interação do corpo com o ambiente, podem contribuir para o processamento visual de informações relevantes para a tarefa.
A percepção também influencia a perspectiva que os indivíduos assumem sobre uma determinada situação e o tipo de julgamento que fazem. Por exemplo, pesquisadores mostraram que as pessoas têm uma probabilidade significativamente maior de assumir a perspectiva de outra pessoa (por exemplo, uma pessoa em uma foto) ao fazer julgamentos sobre objetos em uma fotografia. Alguns pesquisadores afirmam que esses resultados sugerem uma cognição corporificada, dado o fato de que as pessoas adotam a perspectiva dos outros em vez da sua própria e fazem julgamentos de acordo.

### Linguagem
Na década de 2010, houve um interesse crescente em investigar a relação entre cognição corporificada e processamento de linguagem. As visões da cognição corporificada na linguagem descrevem como as áreas sensório-motoras estão envolvidas na interação com os objetos e entidades a que as palavras se referem. Nos últimos anos, evidências comportamentais e neurais mostraram que o processo de compreensão da linguagem ativa simulações motoras e envolve sistemas motores. Alguns pesquisadores investigaram neurônios-espelho para ilustrar a ligação entre os sistemas de neurônios-espelho e a linguagem, sugerindo que alguns aspectos da linguagem (como parte da semântica e da fonologia) podem ser incorporados no sistema sensório-motor representado pelos neurônios-espelho.
Pesquisas sobre cognição corporificada mostram que a compreensão da linguagem envolve o sistema motor. Vários estudos explicam que a compreensão das explicações linguísticas das ações é baseada em uma simulação da ação descrita. Essas simulações de ação também incluem a avaliação do sistema motor.
Outro estudo usou a perspectiva dos neurônios-espelho para ilustrar a relação entre o sistema motor e vários componentes da linguagem. Como os neurônios-espelho são uma das partes essenciais do sistema motor, pesquisadores compararam macacos e humanos em uma estrutura anatômica; especificamente, fizeram a comparação com relação à área de Broca. Outro estudo sobre o papel dos neurônios-espelho durante o aprendizado por meio do uso da linguagem afirmou que as ativações ocorreram na área de Broca mesmo quando participantes assistiram às conversas de outras pessoas sem ouvir os sons. Um estudo de fMRI examinando a relação dos neurônios-espelho em humanos com materiais linguísticos mostrou que há ativações no córtex pré-motor e na área de Broca ao ler ou ouvir frases associadas a ações. De acordo com essas descobertas, pesquisadores afirmam que existe uma conexão entre o sistema motor e a linguagem. Eles também argumentam que o sistema motor junto com os mecanismos dos neurônios-espelho podem processar certos aspectos da linguagem.
A partir de 2014, a agenda de pesquisa se concentra principalmente na relação entre linguagem e cognição corporificada em um sistema motor, mais precisamente por explicações de neurônios-espelho. Essa relação também se estende às capacidades cognitivas que envolvem uma variedade de componentes da linguagem. Estudos examinaram como a cognição corporificada e estendida pode ajudar a reconceitualizar e fundamentar a aquisição de segunda língua. A natureza da aquisição da linguagem estende a própria capacidade cognitiva devido ao fato de que ela tem vários componentes que incorporam representações associadas ao processamento da linguagem e fornecem um conceito básico para a linguagem.

### Memória
O corpo tem um papel essencial na formação da mente. Assim, a mente deve ser compreendida no contexto de sua relação com um corpo físico que interage no mundo. Essas interações também podem ser atividades cognitivas da vida cotidiana, como dirigir, conversar, imaginar a colocação de itens em uma sala. Essas atividades cognitivas são limitadas pela capacidade de memória. As relações entre memória e cognição corporificada foram demonstradas em estudos em diferentes campos e por meio de várias tarefas. Em geral, estudos investigam como as manipulações no corpo causam mudanças no desempenho da memória, ou vice-versa, como as manipulações por meio de tarefas de memória levam posteriormente a mudanças corporais. Pesquisadores chamaram a atenção para a relação entre memória e ação a partir de uma abordagem de cognição corporificada, em que a memória é definida como padrões integrados de ações limitadas pelo corpo. Por um lado, a cognição corporificada vê a preparação da ação como uma função fundamental da cognição. Por outro lado, a memória desempenha um papel em tarefas que não ocorrem no presente, mas envolvem lembrar ações e informações do passado e imaginar eventos que podem ou não acontecer no futuro.
Pesquisadores também investigaram a influência da posição do corpo na facilidade de recordação em um estudo de memória autobiográfica para examinar o efeito da cognição corporificada no desempenho da memória. Os participantes foram solicitados a assumir posições compatíveis ou incompatíveis com a posição original do corpo durante um evento de recordação. Os pesquisadores descobriram que os participantes que receberam posições corporais compatíveis em comparação com posições corporais incompatíveis mostraram respostas mais rápidas ao recordar memórias durante o experimento. Assim, concluíram que a posição corporal facilita o acesso às memórias autobiográficas. A relação entre memória e corpo também enfatizou que os sistemas de memória dependem das experiências do corpo com o mundo. Isso é particularmente evidente na memória episódica, porque esse tipo de memória é definido por seu conteúdo e é lembrado como vivenciado pela pessoa que está lembrando. A pesquisa também investigou a relação entre corporeidade e memória, recordando memórias coletivas e pessoais, indicando como a corporeidade enriquece a compreensão da memória. A pesquisa de memória corporificada por meio da recordação de traumas pessoais e memórias violentas relatou que pessoas que sofreram trauma ou violência revivem suas experiências em suas narrativas ao longo de suas vidas. Além disso, memórias que ameaçam a vida de uma pessoa afetando diretamente o corpo, como ferimentos e violência física, recriam reações semelhantes novamente no corpo ao lembrar o evento. Por exemplo, as pessoas podem relatar sentir cheiros, sons e movimentos ao se lembrar de memórias de traumas da infância. Uma avaliação adequada dessas memórias e dos correspondentes fenômenos físicos e fisiológicos associados a elas poderia descrever como esse conjunto de memórias evocadas é corporificado.
Novas perspectivas sobre a estrutura neural e os processos de memória subjacentes à cognição corporificada, memória episódica, recordação e reconhecimento também foram exploradas. À medida que as experiências são recebidas, os estados neurais são reencenados em sistemas de ação, percepção e introspecção. A percepção inclui modalidades sensoriais; as modalidades motoras incluem movimento; e a introspecção inclui estados emocionais, mentais e motivacionais. Todas essas modalidades juntas constituem diferentes aspectos que moldam as experiências. Portanto, os processos cognitivos aplicados à memória apoiam a ação apropriada para uma situação particular, não lembrando qual é a situação, mas lembrando a relação da ação com essa situação.

### Aprendizagem
Pesquisas sobre cognição corporificada e aprendizagem sugerem que a aprendizagem pode ocorrer e ser desencadeada por interações de percepção-ação do corpo com o ambiente circundante. Uma abordagem cognitiva corporificada ao desenvolvimento infantil fornece informações sobre como bebês obtêm conhecimento espacial e desenvolvem habilidades espaciais que lhes permitem (com sucesso) interagir com o mundo ao seu redor. A maioria dos bebês aprende a andar nos primeiros 18 meses de vida, o que traz novas oportunidades para explorar as coisas ao seu redor. Nessa exploração, bebês aprendem relações espaciais e, ao carregar objetos de um lugar para outro, também podem aprender recursos como "transportabilidade". A partir daí, novas fases na exploração podem ocorrer por meio das quais os bebês podem descobrir outros affordances ainda mais elaborados. De acordo com Eleanor Gibson, a exploração ocupa um lugar essencial no desenvolvimento cognitivo. Por exemplo, bebês exploram o que quer que esteja ao seu redor vendo, mexendo na boca ou tocando antes de aprender a alcançar objetos próximos. Em seguida, eles aprendem a engatinhar, o que os capacita a procurar objetos além da distância alcançável, aprender as relações espaciais básicas entre eles, os objetos e os outros e obter uma compreensão da profundidade e da distância. Esse desenvolvimento de habilidades motoras através da exploração do mundo físico e social parece desempenhar um papel central na cognição visual-espacial.
A experiência de percepção-ação corporificada pode servir como uma ferramenta para o aprendizado que se estende ao longo da vida, desde a infância até a idade adulta. A pesquisa sobre o papel da ação em contextos de aprendizagem precoce e educacional demonstra a importância da corporificação para a aprendizagem. Em um experimento, bebês de três meses que não eram habilidosos para alcançar objetos foram treinados para alcançar objetos com luvas cobertas de velcro. Posteriormente, as avaliações e comparações com o grupo de controle mostraram que os bebês podem rapidamente formar representações de ação baseadas em objetivos e ver as ações dos outros como direcionadas a objetivos. Pesquisas posteriores indicam que a mera experiência observacional de bebês não produz esses resultados. Da mesma forma, a pesquisa mostrou como a ação e os movimentos corporais podem ser usados como andaimes para a aprendizagem. Um estudo que investigou se bebês com alto risco de desenvolver transtornos do espectro autista (TEA) poderiam se beneficiar de intervenções de andaimes de ação (experiências de alcance) durante o desenvolvimento inicial indica um aumento na atividade de preensão após o treinamento. E, portanto, fornece evidências sobre a possibilidade de bebês com alto risco de TEA aprenderem e responderem a intervenções de tratamento baseadas em ações. Outro estudo investiga como métodos de ensino podem se beneficiar da corporificação e propõe que os movimentos e gestos de um professor contribuem para a aprendizagem, aumentando as experiências incorporadas dos alunos na sala de aula, levando a um aumento da capacidade de recordar.
A teoria da linguagem baseada na ação afirma que os aspectos da corporeidade também são relevantes para a aprendizagem e aquisição da linguagem. Ela propõe que o cérebro explora os mesmos mecanismos usados no controle motor para a aprendizagem de línguas. Quando adultos, por exemplo, chamam a atenção para um objeto e uma criança segue o comando e atende a esse objeto, neurônios canônicos são ativados e as possibilidades de um objeto tornam-se disponíveis para a criança. Simultaneamente, ouvir a articulação do nome do objeto leva à ativação de mecanismos de espelho de fala em bebês. Essa cadeia de eventos permite o aprendizado hebbiano do significado dos rótulos verbais, vinculando os controladores de fala e ação, que são ativados nesse cenário. O papel dos gestos na aprendizagem é outro exemplo da importância da corporificação para a cognição. Os gestos podem auxiliar, facilitar e melhorar o desempenho da aprendizagem, ou comprometê-lo quando são restritos ou confusos para o conteúdo que está sendo transmitido.
Um estudo investigando o papel dos gestos na aprendizagem de segunda língua afirma que aprender o vocabulário com gestos autoexecutados aumenta os resultados de aprendizagem. Os benefícios duradouros continuaram mesmo depois de dois e seis meses após o aprendizado. Além disso, o mesmo estudo também investigou os correlatos neurais de aprender uma segunda língua com gestos. Os resultados indicam que as áreas pré-motoras esquerdas e o sulco temporal superior (uma região do cérebro responsável pelo processamento visual do movimento biológico) foram ativados durante o aprendizado com gestos. Da mesma forma, um estudo fMRI mostrou que crianças que aprenderam a resolver problemas matemáticos usando uma estratégia de fala e gesto eram mais propensas a ter ativação em regiões motoras do cérebro. A ativação de regiões motoras ocorreu durante varreduras em que as crianças não estavam usando gestos para resolver os problemas. Esses achados indicam que aprender com gestos cria um traço neural do sistema motor que vai além da fase de aprendizado e é ativado quando as crianças se envolvem com problemas que aprenderam a resolver com gestos.
A cognição corporificada também tem sido associada à leitura e à escrita. Pesquisas mostram que os envolvimentos físicos e perceptivos congruentes com o conteúdo do material de leitura podem aumentar a compreensão da leitura. Os resultados também sugerem que os benefícios acumulados da caligrafia em comparação com a digitação no reconhecimento de letras e na comunicação escrita resultam da natureza mais corporificada da caligrafia.

### Raciocínio
Experimentos que investigam a relação entre processos motores e raciocínio de alto nível sugeriram que a ação corporal e a experiência sensório-motora estão ligadas a vários aspectos do raciocínio. Um estudo indicou que, embora a maioria dos indivíduos recrute processos visuais quando se deparam com problemas espaciais, como tarefas de rotação mental, especialistas motores preferem processos motores em vez de codificação visual para manipular os objetos mentalmente, mostrando melhor desempenho geral. Os resultados indicam que o desempenho dos especialistas motores cai quando o movimento das mãos é inibido. Um estudo relacionado mostrou que especialistas motores usam processos semelhantes para a rotação mental de partes do corpo, enquanto não especialistas trataram esses estímulos de maneira diferente. Padrões semelhantes também foram encontrados em tarefas de memória de trabalho, com a capacidade de lembrar movimentos sendo significativamente interrompida por uma tarefa verbal secundária em controles e por uma tarefa motora em especialistas motores, sugerindo o envolvimento de diferentes mecanismos para codificar movimentos com base em processos verbais e motores.
O papel da experiência motora no raciocínio também foi investigado por meio de gestos. A teoria do gesto como ação simulada (GSA) fornece uma estrutura para entender como gestos manifestam sua conexão. De acordo com essa teoria, gestos resultam da simulação corporificada de ações e estados sensório-motores. Consequentemente, gesticular ao expressar ou raciocinar ideias mostra que processos corporificados estão envolvidos em sua produção. Mais significativamente, gesticular aumenta o foco e aumenta a ativação de informações motoras e perceptivas. Diz-se que os gestos têm um papel casual no raciocínio, pois gesticular leva a um aumento do fluxo de informações motoras e perceptivas durante o processo de raciocínio. Isso não se traduz necessariamente em um raciocínio mais eficaz, pois tais informações às vezes são irrelevantes para um problema específico. Além disso, os efeitos dos gestos no raciocínio não se limitam apenas aos falantes; eles transmitem informações que também afetam o raciocínio dos ouvintes. Por exemplo, os ouvintes podem produzir simulações semelhantes às do falante prestando atenção aos gestos do falante.
Mais evidências para o papel corporificado dos gestos durante o raciocínio vêm de estudos sobre raciocínio matemático e geométrico. Estudos indicam que gestos e, mais particularmente, gestos representativos dinâmicos (ou seja, usados para representar e mostrar a transformação de objetos) estão ligados a um melhor desempenho no julgamento rápido (intuição), insight e raciocínio matemático para prova. Além disso, o uso de gestos representativos dinâmicos está associado a um melhor raciocínio matemático e, portanto, orientar os alunos a usar tais gestos facilita as atividades de justificação e prova.
A teoria da cognição corporificada foi aplicada na lei comportamental e na teoria econômica para esclarecer o raciocínio e os processos de tomada de decisão envolvendo risco e tempo, decisões e julgamento. Pesquisas mostram que a ideia de que processos mentais são baseados em estados corporais não está sendo capturada na visão padrão da racionalidade humana e a ligação entre eles pode ser útil para entender e prever ações humanas que parecem irracionais. O conceito de "racionalidade corporificada" resulta da expansão de tais ideias na lei e destaca como as descobertas decorrentes da cognição corporificada oferecem uma visão mais abrangente do comportamento humano e da racionalidade.

### Emoção

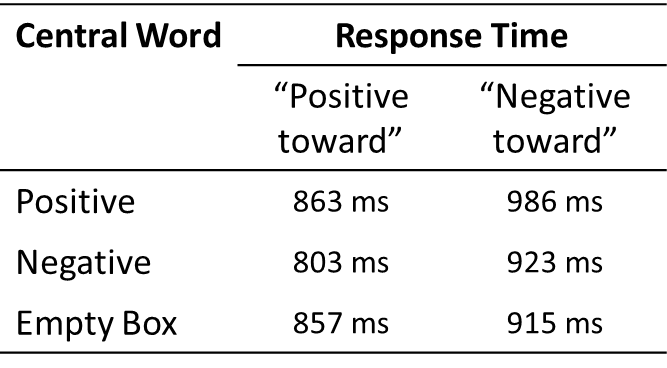
Tempos de resposta para as condições de valência positiva, negativa e neutra no experimento de aproximação e evitação. Os participantes foram significativamente mais rápidos para a condição "positiva em relação a", independentemente da valência da palavra central.

As teorias da cognição corporificada forneceram relatos rigorosos da emoção e do processamento de informações sobre a emoção. A esse respeito, experimentar e reexperimentar uma emoção envolve processos mentais sobrepostos. A emoção é reexperimentada por meio das interconexões dos neurônios que estavam ativos durante a experiência original. Durante o processo de reexperiência, uma reencenação multimodal parcial da experiência é produzida. Uma razão pela qual apenas partes das populações neurais originais são reativadas é que a atenção é seletivamente focada em certos aspectos da experiência que são mais salientes e importantes para o indivíduo.
A reexperiência da emoção é produzida nos sistemas sensório-motores originalmente implicados, como se o indivíduo estivesse ali, na própria situação, no próprio estado emocional, ou com o próprio objeto do pensamento. Por exemplo, a personificação da raiva pode envolver a tensão muscular usada para atacar, a enervação de certos músculos faciais para franzir a testa etc. Tal simulação é apoiada por um neurônio-espelho especializado ou um sistema de neurônios-espelho, que mapeia as correspondências entre as ações observadas e executadas. Uma questão remanescente é a falta de consenso sobre a localização exata dos neurônios-espelho, se eles constituem um sistema e se realmente existem neurônios-espelho.
As teorias da corporificação propõem que o processamento de estados emocionais e os conceitos usados para se referir a eles são parcialmente baseados nos sistemas perceptivos, motores e somatossensoriais de cada um. Pesquisas mostram, por meio de manipulações de expressões faciais e posturas sob configurações controladas de laboratório, como a corporificação da emoção de uma pessoa afeta casualmente a forma como a informação emocional é processada. Estudos semelhantes evidenciaram que balançar a cabeça ao ouvir mensagens persuasivas leva a atitudes mais positivas em relação à mensagem do que ao balançar a cabeça. Quando pessoas são levadas a adotar certas posições corporais indiretamente associadas a diferentes sentimentos como medo, raiva e tristeza, diz-se que essas posturas corporais modulam o afeto experimentado. Em uma série de experimentos sobre a base neurobiológica da linguagem, pesquisadores investigaram o papel da corporeidade na linguagem emocional por meio da eletromiografia (EMG) medidas de regiões musculares específicas. Eles descobriram que verbos de ação que se referem a expressões emocionais positivas (por exemplo, sorrir) provocam ativação muscular do sorriso em comparação com meros adjetivos positivos não relacionados a ações (por exemplo, engraçado). Pesquisas posteriores descobriram que os estímulos verbais de ação também produzem ativação muscular e julgamento de forma somente quando a ativação muscular não é inibida. Assim, esses resultados sugerem que a linguagem é corporificada e não simbólica.
Dado o papel significativo que as emoções (por exemplo, medo e esperança) desempenham na vida de um indivíduo, pesquisas têm sido feitas ligando corporificação, motivação e comportamento para investigar as tendências intrínsecas para agir em direção ou para longe de um determinado estímulo. O conflito aproximar-evitar (AAC) ou a tarefa aproximar-evitar (AAT) descreve um viés comportamental natural para abordar estímulos agradáveis e evitar os desagradáveis (resposta congruente) mais rapidamente do que abordar estímulos desagradáveis e evitar os agradáveis (respostas incongruentes).

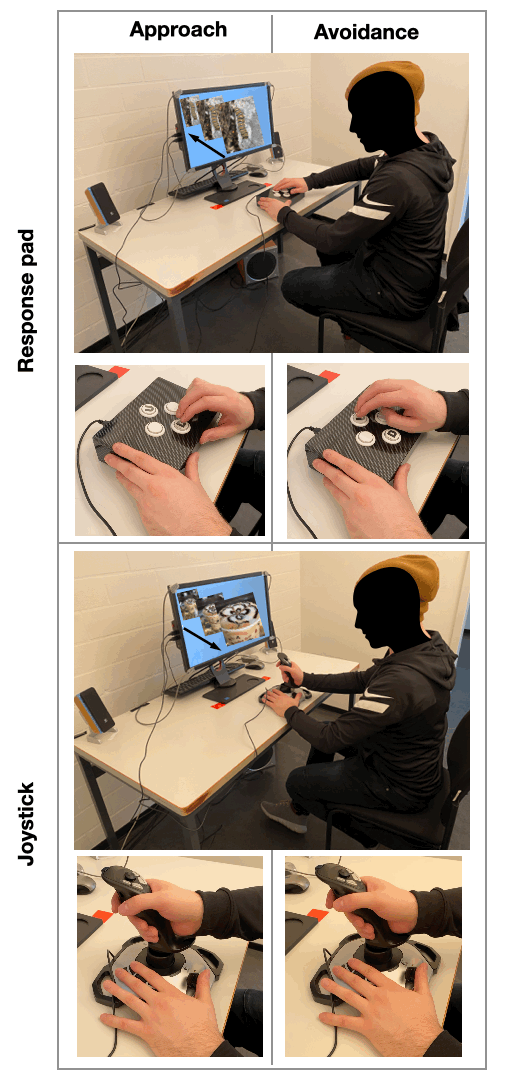
A tarefa aproximar-evitar. A imagem superior mostra o efeito de zoom para evitar e a imagem inferior o efeito de zoom para aproximar (conforme indicado pelas setas na tela do computador). As imagens menores exemplificam a tarefa realizada pelos participantes ao usar o teclado de resposta ou o joystick.

A distinção aproximar-evitar é fundamental e básica para a motivação, tanto que pode ser usada como uma lente conceitual através da qual se visualiza a estrutura e a função da autorregulação.
A tarefa aproximar-evitar tem sido investigada em diferentes cenários e com diferentes tipos de estímulos como palavras e imagens. Um estudo examinou a resposta das pessoas a palavras positivas e negativas apresentadas no centro de uma tela, movendo-as para longe ou em direção ao centro. O estudo conclui que os participantes moveram as palavras positivas dadas para o centro da tela enquanto moveram as palavras negativas para longe do centro da tela. Em um estudo de 2021 sobre preparação emocional ou afetiva, a tarefa foi utilizada para demonstrar a interação entre as emoções e a exploração visual. Imagens de páginas de notícias foram apresentadas na tela do computador e os movimentos dos olhos foram medidos. Os pesquisadores constataram que a interação corporal harmoniosa dos participantes durante o processo de preparação emocional mostra que aumentou o interesse deles pelo conteúdo da imagem exibida na tela do computador. Esses achados demonstram o efeito do priming emocional no comportamento de aproximação e esquiva.
A psicologia evolucionista a emoção como um importante aspecto autorregulador da cognição corporificada e a emoção como um motivador para uma ação relevante para o objetivo. A emoção ajuda a conduzir o comportamento adaptativo. A perspectiva evolutiva considera tanto a linguagem falada quanto a escrita como formas de cognição corporificada. O ritmo e a comunicação não verbal refletem a cognição corporificada na linguagem falada. Aspectos técnicos da linguagem escrita (como itálico, caixa alta e emoticons) promovem uma voz interior, portanto, uma sensação de sentimento em vez de pensar sobre uma mensagem escrita. Pelo menos algumas palavras abstratas são consideradas semanticamente fundamentadas no conhecimento emocional. Enquanto os significados das palavras "olho" e "apreensão" podem ser explicados até certo ponto, apontando para objetos e ações, os de "beleza" e "liberdade" não podem. Os termos abstratos mostram uma forte tendência de serem semanticamente ligados ao conhecimento sobre as emoções. Além disso, palavras abstratas ativam fortemente o córtex cingulado anterior, um local conhecido por ser relevante para o processamento de emoções. A ativação do sistema motor para partes do corpo que expressam emoções foi encontrada quando adultos processaram palavras emocionais abstratas, indicando que, para uma importante classe de conceitos abstratos, a fundamentação semântica na ação que expressa emoções pode explicar parcialmente a ligação significado-símbolo.

### Autorregulação
A ideia básica subjacente às descobertas sobre a cognição corporificada é que a cognição é composta de experiências que são multimodais e espalhadas por todo o corpo, não de uma forma que os nós semânticos amodais sejam armazenados puramente na mente. De acordo com essa ideia, o próprio corpo também pode estar envolvido na autorregulação.
A autorregulação pode ser definida como a capacidade dos organismos de implementar com sucesso respostas consistentes com objetivos, apesar das influências de distração ou compensação. A maioria das pessoas passa por um dilema quando se depara com dores imediatas para obter benefícios a longo prazo. Ao enfrentar esse dilema, o corpo pode ajudar a aumentar a força de vontade, evocando metas inconscientes de fortalecimento da força de vontade que impulsionam as tentativas conscientes contínuas das pessoas de facilitar sua busca por metas de longo prazo.
Alguns pesquisadores sugerem que a mente corporificada serve aos processos de autorregulação combinando movimento e cognição para alcançar um objetivo. Assim, a mente corporificada tem um efeito facilitador, como ajudar a esclarecer as emoções dos outros quando os sinais emocionais podem ser ambíguos. Em um estudo, participantes foram capazes de identificar mudanças de expressão mais rapidamente quando as imitaram, em contraste com os participantes incapazes de imitar expressões faciais.

### Cognição social

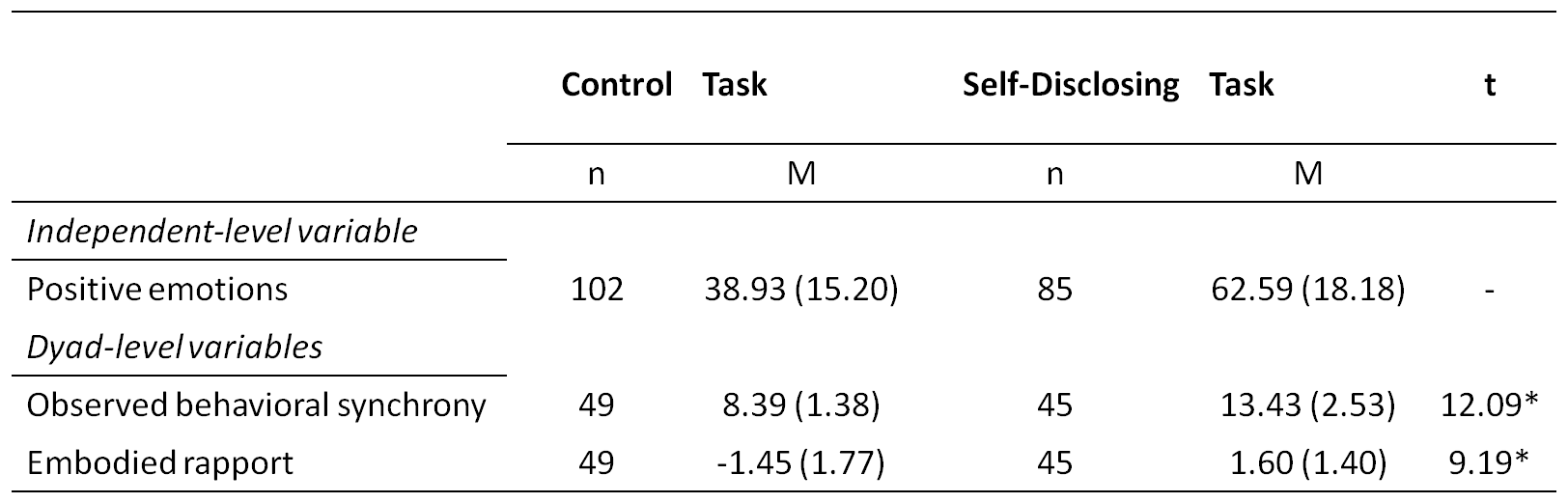
Resultados de um estudo de cognição social que ilustra a relação entre emoções positivas, sincronia comportamental observada e relacionamento corporificado.

Na psicologia social, e mais especificamente na cognição social, a pesquisa se concentra em como pessoas interagem e influenciam umas às outras. No contexto da corporificação, a pesquisa em cognição social investiga como a presença de pessoas e as interações entre elas afetam os pensamentos, sentimentos e comportamentos de cada um. Mais precisamente, a cognição social propõe que pensamentos, sentimentos e comportamento são baseados em experiências sensório-motoras e estados corporais.
No campo da fenomenologia, a intercorporeidade de Merleau-Ponty significa que, ao conhecer uma pessoa, inicialmente experimenta-se a outra pessoa por meio de suas expressões corporais, o que tem impacto antes das reflexões cognitivas. Esse fenômeno é investigado em psicologia social e é conhecido como sincronia não verbal. A sincronia durante a interação social surge espontaneamente e muitas vezes é independente do processamento consciente de informações.
Em um estudo de interação social diádica de 2014, participantes do mesmo sexo interagiram verbalmente em condições "cooperativas", "competitivas" e "tarefas divertidas". O foco deste estudo foi investigar a conexão entre a afetividade dos participantes e a sincronia não verbal. Os resultados mostraram que as emoções positivas foram associadas à sincronia positiva, enquanto as emoções negativas foram associadas negativamente. Outras descobertas descrevem uma relação causal entre sincronia e emoções com a sincronia levando ao afeto, e não vice-versa. Em um estudo semelhante, pares de participantes do mesmo sexo foram instruídos a fazer certas perguntas alternadamente e a se revelar progressivamente. Os resultados mostram que as pessoas se movem espontaneamente no espaço e sincronizam seus movimentos, aumentando a qualidade da interação (relacionamento corporificado). A autorrevelação e a sincronia comportamental se correlacionam com emoções positivas em relação a outra pessoa.
Um aspecto da cognição social diz respeito à tomada de perspectiva, que consiste em perceber uma situação do ponto de vista de outra pessoa. Duas categorias de tomada de perspectiva incluem tomada de perspectiva visual e espacial. A tomada de perspectiva visual (VPT) é definida como a visualização de uma situação do ponto de vista de outra pessoa e a compreensão de como ela vê o mundo. A tomada de perspectiva espacial (SPT) envolve a capacidade de acessar quais informações espaciais outro visualizador está percebendo, como a orientação de objetos em relação uns aos outros. Assim, a tomada de perspectiva visual tem dois níveis diferentes: a VPT1, que se refere à assimilação do que está no ponto de vista de outra pessoa; e a VPT2, que implica adotar esse ponto de vista e entender como o mundo é representado a partir desse ponto de vista. Ambos os níveis são fundamentados e situados, mas apenas VPT2 é corporificado; é apenas o VPT2 que se baseia na simulação de movimentos deliberados.

### Contingências sensório-motoras
Como parte da teoria da cognição corporificada, proponentes sugerem que os sistemas sensoriais e motores de um organismo são integrados dinamicamente. Essa ideia é conhecida como acoplamento sensório-motor, que permite que a informação sensorial seja usada de forma eficiente durante a ação. Da mesma forma, o conceito de contingências sensório-motoras (SMCs) afirma que a qualidade da percepção é determinada pelo conhecimento de como a informação sensorial muda quando alguém age no mundo. Por exemplo, para olhar por baixo de um objeto, é preciso abaixar-se, virar a cabeça e mudar a direção do olhar. Os defensores da teoria dos SMCs argumentam que toda modalidade de estímulo – modalidades sensoriais como luz, pressão sonora etc. – seguem regras específicas (ou seja, contingências sensório-motoras) que governam essas mudanças de informações sensoriais. Consequentemente, uma vez que essas regras diferem entre as modalidades, a experiência qualitativa delas também difere. Existem vários exemplos que destacam a distinção entre SMCs de diferentes modalidades. Um exemplo de um SMC distinto para a percepção visual é a expansão do padrão de fluxo na retina quando o corpo se move para frente e a contração análoga quando o corpo se move para trás. Em contraste, SMCs auditivos são afetados pelas rotações da cabeça que alteram a assincronia temporal de um sinal recebido entre a orelha direita e a esquerda. Este movimento afeta principalmente a amplitude e não a frequência da entrada sensorial.
O suporte para a teoria dos SMCs é apresentado por estudos sobre substituição sensorial, aumento sensorial e pesquisas no campo da robótica. A pesquisa sobre substituição sensorial e dispositivos de substituição sensorial investiga a substituição de uma modalidade por outra (por exemplo, informação visual substituída por informação tátil). A ideia central é que as contingências sensório-motoras de uma modalidade são transmitidas por meio de outra modalidade. O aumento sensorial visa a percepção de um novo sentido por meio de canais perceptivos já existentes. Nesse caso, o aumento sensorial permite a formação de novas contingências sensório-motoras. No campo da robótica, pesquisadores investigam, por exemplo, como os SMCs visuais são aprendidos em nível neural com a ajuda de um braço robótico e campos neurais dinâmicos.

## Aplicações
Nos últimos anos, a pesquisa da cognição corporificada resgatou gradualmente o estudo científico das experiências corporais e, simultaneamente, estabeleceu uma base teórica e empírica em várias disciplinas. Os princípios e descobertas subjacentes à cognição corporificada começaram a ser transferidos e aplicados em vários campos, desde educação, robótica, ambientes clínicos, psicologia social, esportes e música.

### Educação
As descobertas da cognição corporificada foram traduzidas em uma revisão das práticas educacionais e de ensino em favor de métodos de ensino e aprendizagem. Por exemplo, no método de ensino Energy Theatre, cada participante desempenha o papel de uma unidade de energia e, juntos, eles realizam a transformação e transferência de energia em cenários específicos. O Human Orrery é outro método educacional no qual alunos aprendem sobre o sistema solar por meio da encenação. Nesse método, a posição dos planetas é marcada por discos e os participantes desempenham o papel dos planetas movendo-se em suas órbitas.
Em uma pesquisa de 2020, pesquisadores analisaram várias estruturas que trazem a teoria da cognição corporificada para práticas para o ensino e a aprendizagem de matemática. A plataforma Mathematical Imagery Trainer foi desenvolvida para explorar o design corporificado. Em uma versão particular desta plataforma, projetado para ensinar proporções aos alunos, eles moviam dois cursores com as duas mãos para deixar a tela verde. A tela só ficaria verde quando a altura das mãos direita e esquerda da base tivesse uma proporção específica. Uma vez que os alunos descobrem a estratégia para resolver este problema, a grade e os numerais são adicionados à tela para mudar os alunos de uma compreensão qualitativa para uma compreensão quantitativa do conceito em questão.
No geral, a cognição corporificada serviu como uma nova estrutura para explorar o processo de aprendizagem e desenvolver novas práticas educacionais. Os métodos educacionais mais antigos estão lentamente sendo substituídos ou complementados pelas novas abordagens inspiradas nessa teoria.

### Inteligência artificial e robótica
A cognição corporificada impactou significativamente a inteligência artificial (IA) e a robótica; contribuiu para as mudanças drásticas pelas quais a IA passou nos últimos anos. Os insights da teoria permitiram aos pesquisadores construir robôs mais dinâmicos com movimentos mais fluidos e expressivos, facilitando um melhor desempenho em cenários complexos.
Shakey, o robô, é um marco bem conhecido na IA; foi uma das primeiras abordagens para a construção de robôs móveis capazes de raciocinar sobre suas próprias ações e realizar tarefas específicas em um determinado ambiente. Shakey tinha um corpo relativamente simples e seguia comandos sozinho, combinando o raciocínio lógico com a ação física para navegar em uma sala. Uma limitação era que a arquitetura de Shakey (Lisp) dependia fortemente de princípios computacionais simbólicos que, consequentemente, exigiam que iterasse por meio de longas sequências de comando para executar uma ação específica. Assim, Shakey era lento e podia levar dias para concluir determinadas tarefas. Além disso, o desempenho de Shakey era limitado em ambientes altamente controlados.
A IA corporificada tenta não ignorar ou subestimar o "corpo" ao criar sistemas de IA. Isso sugere que pesquisas futuras devem se mover em direção a sistemas que incorporem perspectivas corporificadas. O corpo como interventor para os estados da mente é visto como mais do que um mero seguidor de instruções (algorítmicas). Diz-se que a corporificação molda o processamento inteligente de informações porque "a inteligência é fundamentalmente um resultado da interação corporificada que explora a estrutura do mundo".
Essa vertente deu origem a perspectivas robóticas situadas que incluíam arquiteturas de IA mais versáteis. A robótica situada é baseada em uma abordagem incremental da IA e na dependência de produtores de atividades paralelas que interagem efetivamente com a ação e a percepção. Ao contrário dos robôs tradicionais, os robôs situados funcionam melhor em ambientes complexos e dinâmicos que criam situações imprevisíveis para os robôs na maioria das vezes. O comportamento desses robôs muda de acordo com o ambiente para que eles possam lidar com a incredibilidade em várias situações. Por exemplo, as situações sociais são repletas de imprevisibilidade e os robôs sociais precisam ser capazes de prever todos os tipos de comportamentos, humanos ou não. Nesse sentido, o laboratório de Jun Tani introduziu um modelo cerebral abstrato chamado PV-RNN, baseado no princípio da energia livre, e incorporou um meta-prior nele. Enquanto um alto meta-prior leva a uma geração de comportamento confiante em robôs e ignora o comportamento de outros robôs, robôs com um baixo meta-prior se adaptam ao comportamento de outros robôs e evitam gerar seu próprio padrão comportamental.
Instâncias de robôs situados incluem robôs aéreos desenvolvidos por empresas como a senseFly, que produz drones autônomos de asa fixa para uso profissional, de propriedade da Parrot SA, e a Flyability, que constrói drones para inspeção e exploração de espaços internos e confinados. Eles contam com as pesquisas do laboratório de Dario Floreano sobre mini-robôs e robótica evolutiva.
Outro exemplo de robôs situados é o Atlas. Construído em 2013 pela Boston Dynamics, o Atlas é um robô antropomórfico com 1,5 m de altura e 89 kg de peso que pode se mover com agilidade e diversidade em diversas situações. Os algoritmos do Atlas permitem a interação complexa e dinâmica entre seu corpo e o ambiente. O movimento do Atlas é impulsionado pela percepção e evoluiu ao longo do tempo, desde o ajuste instantâneo até a percepção de seu ambiente.

### Condições clínicas

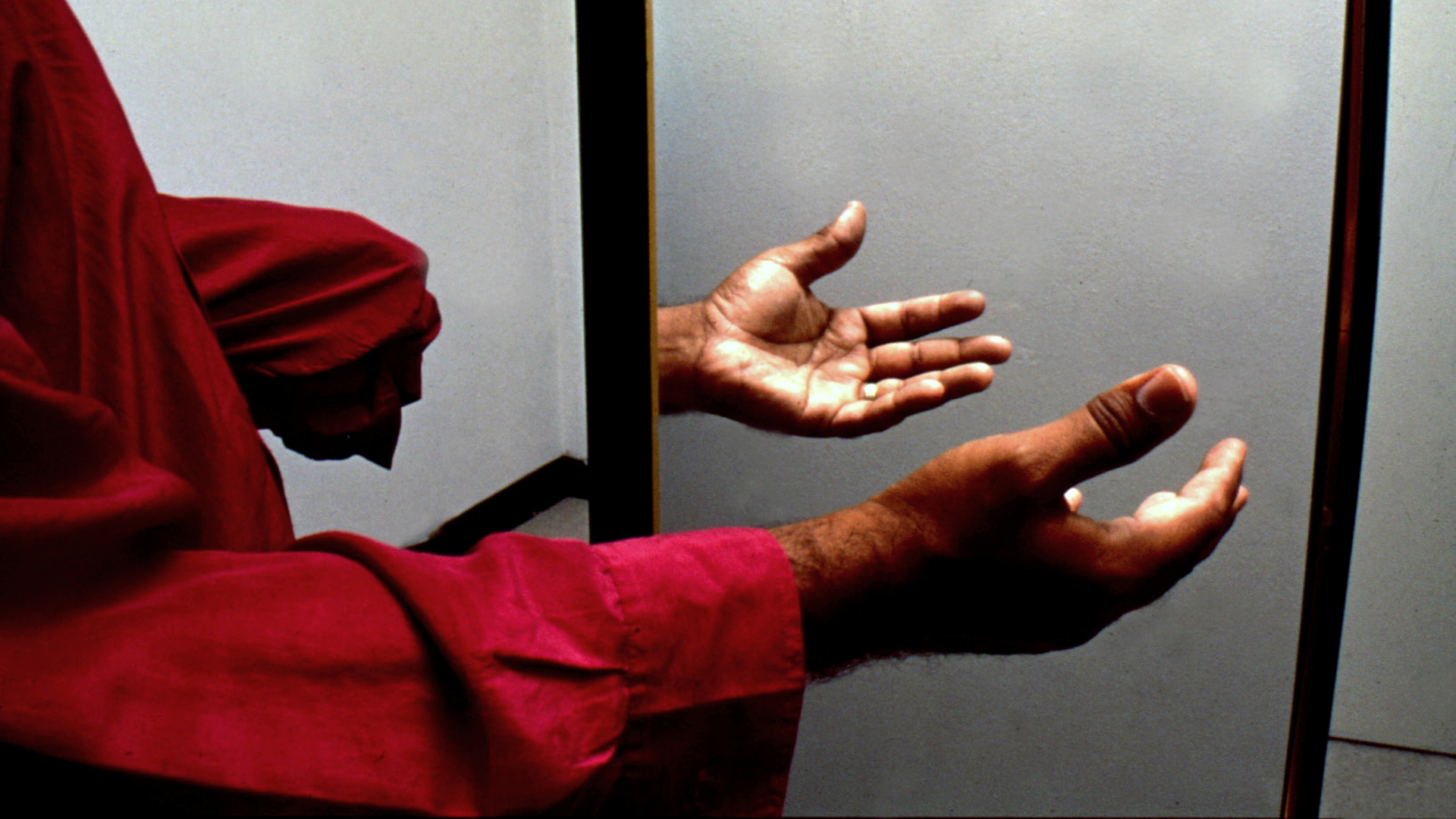
A experiência da ilusão do membro fantasma, que ocorre após a amputação de um membro.

Os procedimentos e métodos de investigação em neuropsicologia clínica têm sido diretamente influenciados pela localização e abordagens computacionais da cognição. Essas técnicas fizeram inúmeras contribuições para o desenvolvimento da prática clínica. A cognição corporificada amplia o escopo da prática clínica, fornecendo uma visão mais abrangente dos processos cognitivos em condições normais e patológicas, destacando o papel do corpo e da experiência sensório-motora na cognição. Assim, desafiando a integração de práticas cognitivas corporificadas em processos de avaliação e diagnóstico clínico. Por exemplo, existem várias intervenções e terapias que incorporam a capacidade do corpo de influenciar estados cognitivos para ajudar indivíduos com dificuldades psicológicas. Um exemplo é o uso já estabelecido de tratamentos comportamentais para distúrbios infantis, como o autismo. Outro exemplo de terapias integrativas incorporadas envolve retreinamento sensório-motor, bem como técnicas de estimulação para prevenir, reduzir ou liberar a dor associada aos membros fantasmas. Além disso, os campos da psicoterapia (psicoterapia orientada para o corpo e psicologia somática), que são proeminentes na Europa e abrangem intervenções, como dança e terapia de movimento, começaram a receber mais suporte empírico. Um dos tratamentos integrativos mais comuns da doença mental para a esfera psicossocial ocidental é por meio de práticas e exercícios de atenção plena.

### Esporte
Perspectivas cognitivas corporificadas podem informar e impactar a pesquisa de habilidades motoras na área do esporte e da psicologia esportiva. Estudos mostraram que a tese da corporeidade entra em ação de várias maneiras no esporte, como percepção específica de ação relacionada ao esporte, compreensão, previsão, julgamento, treinamento e compreensão de linguagem. De uma perspectiva de cognição corporificada, um estudo examinou a relação entre a experiência motora e visual anterior e a experiência atual de arbitragem de juízes especialistas e árbitros. Foi relatado que os juízes esportivos que realizaram as tarefas julgadas e/ou tiveram experiência em observar outros realizando as tarefas específicas teriam melhor desempenho no julgamento de uma atividade esportiva específica em comparação com alguém sem essa experiência motora e observacional. Em outro estudo, a compreensão de leitura e a memória melhoraram se o sujeito lesse simultaneamente a descrição de determinada atividade física (por exemplo, ações de basquete) e realizasse manipulações físicas consistentes com elas. A teoria baseada na ação da compreensão da leitura afirma que o sistema sensorial e o sistema motor estão envolvidos durante o processo de compreensão, imaginação e lembrança de uma ação descrita em uma história, como se o leitor estivesse realmente percebendo ou executando aquela ação.

### Música
A cognição musical corporificada é um paradigma que apresenta a ideia de que as interações corporais com a música afetam significativamente a cognição musical. Pesquisadores propuseram que as emoções musicais, o significado e os sentimentos evocados ao ouvir música são o veículo para a corporificação de pensamentos abstratos. Assim, a música tem uma função cognitiva específica que permite essa possibilidade. Sugere-se que a cognição da música ocorre em dois níveis: o nível da superfície e o nível primário. O nível da superfície inclui atividades psicomotoras de um músico, reações corporais visíveis à música e arrastamento rítmico. O nível primário é a codificação tonal/temporal dela; comanda o nível da superfície.
A pesquisa sobre a cognição da música corporificada concentra-se em duas tendências principais: explorar a corporificação e expandir o conceito na música. A primeira tendência inclui estudos que investigam a articulação corporal e a gestualidade em relação à música. Considera-se as experiências musicais do ponto de vista da ação e da percepção. Pode-se observar que muitas pessoas se movem quando ouvem música; em muitas culturas não há distinção clara entre música e dança. Através dos diferentes movimentos do corpo, assume-se que as pessoas são capazes de dar sentido à música. Essa perspectiva é diferente da abordagem tradicional da cognição musical, que baseia o significado musical na análise meramente baseada na percepção da estrutura musical. Através da medição de sons, movimento, fisiologia humana e modelização computacional, a cognição da música está constantemente construindo um conhecimento confiável sobre o papel do corpo humano na formação do significado musical. Ela é potencialmente aplicável para entender melhor o papel da música nas interações sociais. Vários estudos mostram que as crianças se movem de forma mais sincronizada com a música quando dançam em grupo.
A segunda tendência inclui estudos que se esforçam para conectar a cognição da música corporificada a outros campos de pesquisa, como neurologia e psicologia. Por exemplo, um estudo mostrou que as pessoas que têm a doença de Parkinson e são estimuladas pela música em vez dos bipes do metrônomo são capazes de entretenimento e controle. O estudo sugere que usar o corpo para produzir sequências de ação cronometradas, particularmente quando a música é usada como um sinal de ritmo, permite que pessoas com doença de Parkinson alcancem níveis de desempenho semelhantes aos de indivíduos saudáveis.

### Psicologia social
A corporificação também tem importantes aplicações potenciais na psicologia social, em que pesquisadores estudam como os próprios estados corporais das pessoas influenciam sua compreensão e interação com os outros. Pesquisadores forneceram evidências que demonstram a influência dos estados corporais nos julgamentos sociais e no comportamento social. Eles descreveram que as experiências das pessoas com a temperatura física per se podem influenciar suas percepções e comportamento pró-social em relação a outras pessoas, sem que elas percebam. Quando as pessoas se envolvem em movimentos motores que simbolizam uma determinada categoria social, isso estimula o uso dessa categoria no julgamento social.
A realidade virtual (VR) tem sido usada no que é chamado de terapia de realidade virtual para invocar empatia nos espectadores. O The New York Times criou um projeto de realidade virtual para mostrar a experiência de crianças refugiadas chamado "The Displaced". Ao fundamentar os usuários na experiência de crianças refugiadas de diferentes países, esse projeto despertou forte empatia nos espectadores. No projeto "6 x 9", o The Guardian usou VR para replicar a experiência de confinamento solitário em prisões americanas. A obra Notes on Blindness: Into Darkness, lançada em 2016, segue uma exploração da experiência sensorial, emocional e psicológica da cegueira usando VR.

## Controvérsias
A agenda de pesquisa sobre cognição corporificada é extremamente ampla, abrangendo uma ampla gama de conceitos. Os métodos para estudar como a cognição humana é corporificada variam de experimento para experimento com base na definição operacional usada por pesquisadores. As evidências que apoiam a corporificação são abundantes nas diferentes ciências, mas a interpretação dos resultados e seu significado ainda são contestados, levando estudiosos a procurarem maneiras apropriadas de estudar e explicar esse fenômeno.

### Pesquisa com bebês pré-verbais
Pesquisadores sugeriram que bebês pré-verbais podem ser considerados um caso ideal e naturalista para estudar a cognição corporificada, especialmente a cognição social, uma vez que utilizam símbolos menos do que os adultos. Alguns pesquisadores criticaram essa noção, pois pode ser impossível saber qual estágio de uma criança pré-verbal é suposto ser o "modelo ideal" para a cognição social corporificada, já que a cognição infantil muda drasticamente ao longo do período pré-verbal. Uma criança de nove meses atingiu um estágio de desenvolvimento diferente de uma criança de dois meses.
Outra questão importante é se uma habilidade específica reflete ou não um modo corporificado de processamento. O tempo de olhar, por exemplo, provavelmente é uma medida melhor da cognição corporificada do que o alcance, porque os bebês dessa idade carecem de certas habilidades motoras finas. Os bebês podem primeiro desenvolver um modo passivo de cognição corporificada antes de desenvolverem o modo ativo envolvendo movimentos motores finos. Pesquisadores descreveram como isso é problemático, pois não há razão aparente para supor que as habilidades descritas através do paradigma olhar-tempo reflitam o processamento corporificado. Para que a distinção entre modos de processamento corporificados e simbólicos seja útil na geração de hipóteses experimentais testáveis, deve ficar claro que tipo de evidência poderia, pelo menos em princípio, permitir que um pesquisador determine se alguma habilidade particular está corporificada ou não.

### Crise de replicação e má interpretação
Um fenômeno metodológico nas ciências é a crise de replicação. Dentro do campo da cognição corpificada, indica que certas descobertas não conseguiram ser reproduzidas com os mesmos resultados dos originais. Tais estudos têm em comum a ideia da corporeidade de que as experiências corporais influenciam os processos cognitivos que são tipicamente considerados como mentais. Por exemplo, a postura de poder, que é classificada como cognição corporificada porque afirma que ter uma pessoa expandindo fisicamente seu corpo aumenta sua confiança, falhou em ser replicada em vários casos. Da mesma forma, estudos que indicam que as sensações de peso ativam conceitos de importância, que por sua vez pode afetar variáveis relacionadas à moralidade, também não conseguiram ser replicados. Os pesquisadores também não conseguiram replicar as descobertas anteriores, alegando que segurar um copo quente cria uma sensação de calor interpessoal.
Pesquisadores que falham em replicar os mesmos resultados não provam que a cognição não é afetada/influenciada pelo corpo. Ainda há muitas descobertas dentro do tópico da cognição corporificada que são cientificamente sólidas. Alguns pesquisadores afirmam que muitas das tentativas fracassadas de replicar as descobertas da incorporação são devidas ao priming. E muitos casos de movimentos facilitadores do corpo devido ao priming podem ser rotulados incorretamente como evidência de cognição corporificada.